# Winter-Paralympics 2014/Teilnehmer (Griechenland)
| stlisierte Goldmedaille | stlisierte Silbermedaille | stlisierte Bronzemedaille |
| ----------------------- | ------------------------- | ------------------------- |
| —                       | —                         | —                         |

Griechenland schickte bei den Winter-Paralympics 2014 in Sotschi einen Athleten an den Start. 

## Sportarten

### Ski Alpin
| Athlet            | Klasse  | Wettbewerb            | Lauf 1 | Lauf 1 | Lauf 2 | Lauf 2 | Gesamt | Gesamt        |
| Athlet            | Klasse  | Wettbewerb            | Zeit   | Rang   | Zeit   | Rang   | Zeit   | Rang          |
| ----------------- | ------- | --------------------- | ------ | ------ | ------ | ------ | ------ | ------------- |
| Efthymios Kalaras | LW 10-1 | Riesenslalom, sitzend |        |        |        |        |        | nicht beendet |
| Efthymios Kalaras | LW 10-1 | Slalom, sitzend       |        |        |        |        |        | nicht beendet |